# Acoela
Acoela är beroende på auktoritet en klass eller ordning av djur. Acoela ingår i fylumet Xenacoelomorpha och riket djur. Enligt Catalogue of Life omfattar klassen Acoela 380 arter. 
Familjer enligt Catalogue of Life:
- Actinoposthiidae
- Anaperidae
- Antigonariidae
- Antroposthiidae
- Childiidae
- Convolutidae
- Dakuidae
- Diopisthoporidae
- Hallangiidae
- Haploposthiidae
- Hofsteniidae
- Isodiametridae
- Mecynostomidae
- Nadinidae
- Otocelididae
- Paratomellidae
- Polycanthiidae
- Proporidae
- Sagittiferidae
- Solenofilomorphidae
- Taurididae

## Bildgalleri

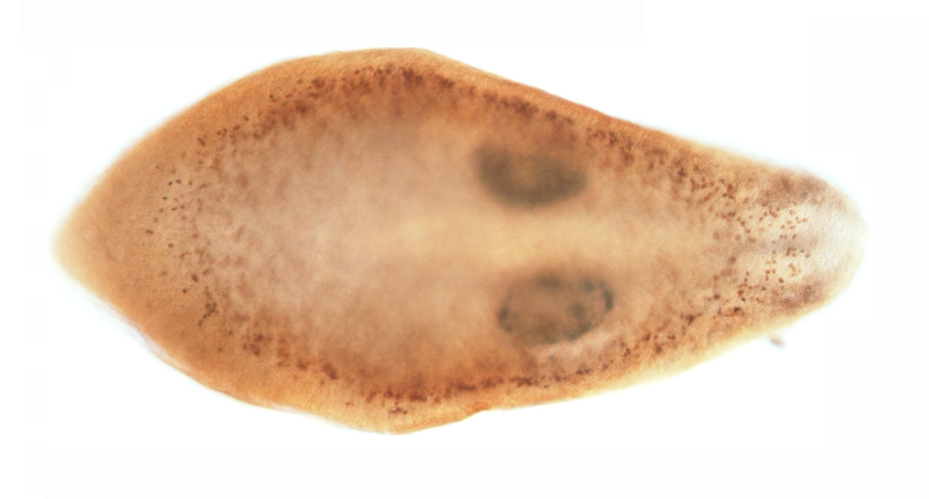